# 1938年コモンウェルスゲームズ
1938年大英帝国競技大会（British Empire Games）は、1938年2月5日から2月12日までオーストラリア、シドニーで行われたコモンウェルスゲームズの第3回大会である。イギリスによるオーストラリア入植150周年の記念の年でもあった。シドニー・クリケット・グラウンドをメイン会場として開催された。

## 参加の国と地域

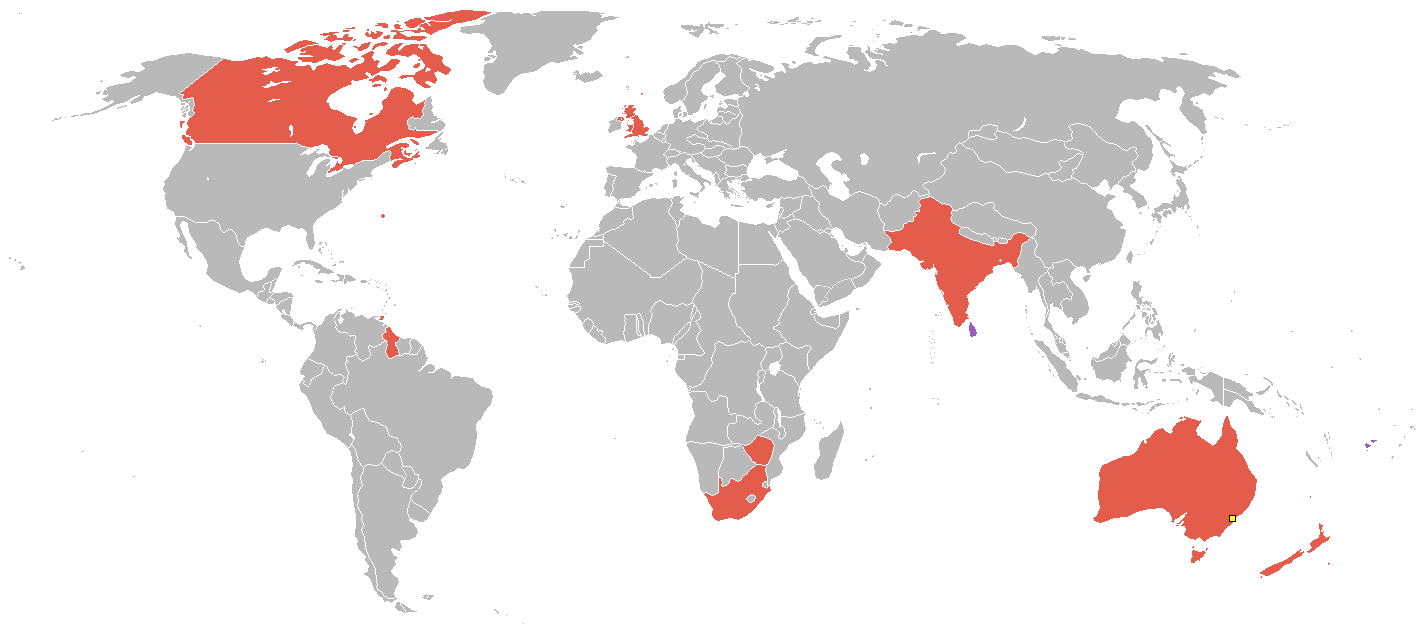
参加国・地域

フィジーおよびセイロン（現在のスリランカ）が新たに加わり、15の国と地域が参加した。
- イングランド
- ウェールズ
- イギリス領ギアナ
- インド
- オーストラリア
- カナダ
- 北アイルランド
- スコットランド
- セイロン
- トリニダード・トバゴ
- ニュージーランド
- バミューダ
- フィジー
- 南アフリカ連邦
- 南ローデシア

## 実施競技
女子選手がボクシングとレスリング以外の競技に参加した。
- 陸上競技
- ボクシング
- ローンボウルズ
- 自転車競技
- ボート競技
- 競泳
- レスリング

## メダル獲得数
| 順 | 国・地域         | 金 | 銀 | 銅 | 計  |
| -- | ---------------- | -- | -- | -- | --- |
| 1  | オーストラリア   | 25 | 19 | 22 | 66  |
| 2  | イングランド     | 15 | 15 | 10 | 40  |
| 3  | カナダ           | 13 | 16 | 15 | 44  |
| 4  | 南アフリカ連邦   | 10 | 10 | 6  | 26  |
| 5  | ニュージーランド | 5  | 7  | 13 | 25  |
| 6  | ウェールズ       | 2  | 1  | 0  | 3   |
| 7  | セイロン         | 1  | 0  | 0  | 1   |
| 8  | スコットランド   | 0  | 2  | 3  | 5   |
| 9  | イギリス領ギアナ | 0  | 1  | 0  | 1   |
| 10 | 南ローデシア     | 0  | 0  | 2  | 2   |
|    | 合計             | 71 | 71 | 71 | 213 |